# 산호성
산호 성(coral castle)은 라트비아계 미국인 괴짜 에드워드 리드스칼닌(1887–1951)이 만든 울라이트 석회암 구조물이다. 플로리다 주 마이애미-데이드 카운티의 미편입지구에 있으며, 홈스테드와 레저시티 사이에 있다. 이 구조물은 석판 벽, 탁자, 의자, 초승달, 분수대, 해시계 등 다양한 모양으로 조각된 수 톤에 달하는 엄청난 대형 돌로 이루어져 있다. 현재는 개인이 운영하는 관광 명소다. 코랄 캐슬은 리드스칼닌이 역자력이나 초자연적 능력으로 돌을 움직이고 조각해 혼자서 만들었다는 전설로 유명하다.

## 역사
코랄 캐슬의 자체 홍보 자료에 따르면 에드워드 리드스칼닌은 26세 때 결혼식 하루 전 라트비아에서 16세 약혼자 아그네스 스쿠브스트에게 갑자기 청혼을 거절당했다고 한다. 미국으로 떠난 그는 말기 결핵에 걸렸지만 자석이 그의 질병에 어느 정도 영향을 미쳤다고 말하며 자연스럽게 치유됐다.
그는 코랄 캐슬을 짓는 데 28년 이상의 시간을 보냈으며, 작업하는 동안 아무도 보지 않도록 했다.  몇몇 청소년들은 그의 산호 블록을 수소 풍선처럼 움직이게 했다고 보고하면서 리드스칼닌의 작업을 관찰했음을 주장했다. 리드스칼닌이 사용했다고 말한 유일한 고급 도구는 "퍼페추얼 모션 홀더"였다.
리드스칼닌은 1923년경 플로리다 주 플로리다 시에 "에드 플레이스"라는 성을 지었다. 리드스칼닌이 결핵이 심해졌을 때 아내의 도움을 받았던 루벤 모저로부터 땅을 구입했다. 에버글레이즈와 접해 있는 플로리다시티는 섬이 아닌 미국의 최남단 도시다. 당시에는 개발이 거의 진행되지 않은 매우 외진 곳이었다. 이 성은 1936년경 리드스칼닌이 이사해 성을 가져가기로 결정할 때까지 플로리다 시에 남아 있었다. 2번째면서 마지막 위치의 우편 주소는 '28655 사우스 딕시 하이웨이, 마이애미, 플로리다 33033'이다. 현재 인구 조사에서 레저 시티의 오버레이 안에 확인되지만 실제론 합쳐지지 않은 카운티 영토다. 리드스칼닌은 성의 원래 지역에 대한 토지 개발 이야기가 오고갔을 때 자신의 사생활을 보호할 목적으로 이전을 결정한 것으로 알려졌다. 그는 플로리타시에서 북쪽으로 10 마일 (16 km) 떨어진 플로리다주 홈스테드 외곽의 현위치로 코럴 캐슬의 구성 요소들을 옮기기 위해 3년의 시간을 보냈다고 한다.
리드스칼닌은 그가 뒷벽에 세운 거대한 뒤쪽 여닫이문의 이름을 따서 새로운 장소의 이름을 "바위문"으로 지었다. 그는 1951년 사망할 때까지 성을 계속 작업했다. 새로운 성의 일부인 산호 조각은 원래 위치에서 옮겨온 것이 아닌 성벽에서 불과 몇 피트 떨어진 부지에서 채석됐다. 연못과 남쪽 벽 옆의 구덩이는 채석장이다. 동쪽과 서쪽 채석장이 메워졌다.
플로리다 시에서 리드스칼닌은 방문객에게 성곽을 둘러보는 데 1인당 10센트를 받았다. 홈스테드로 이사한 후, 리드스칼닌은 25센트의 기부금을 요구했으나 돈이 없는 방문객은 무료로 입장할 수 있도록 했다. 정문에는 "벨을 2번 울려라"라는 표지판이 바위에 새겨져 있다. 그는 성문과 가까운 성 탑의 2층에 있는 자신의 거처에서 내려와 투어를 진행했다. 리드스칼닌은 성을 만든 방법에 대해 질문한 사람에게 절대 답하지 않았다. 리드스칼닌은 그저 "방법을 알면 어렵지 않죠"라고 할 뿐이다.
그가 왜 성을 지었는지 이유를 물었을 때 리드스칼닌은 애매모호하게 그의 "달콤한 16세"를 위해서라고 대답하곤 했다. 이것은 아그네스 스커브스트(종종 "스커프스"로 잘못 표기됨)에 대한 언급으로 널리 알려져 있다. 리드스칼닌은 자신의 저서인 A Book in Every Home(모든 집의 책)에서 자신의 "달콤한 16세(Sweet Sixteen)"이 현실이라기보다는 이상에 가까웠다고 말한다. 라트비아의 한 기록에 따르면 이 소녀는 실제로 존재했지만 그녀의 이름은 실제로 헤르미네 루시스라고 한다.
1951년 11월 리드스칼닌은 병에 걸렸을 때 정문 문에 "병원에 갑니다"라는 팻말을 붙이고 버스를 타고 마이애미에 있는 잭슨 메모리얼 병원으로 향했다. 그는 병원으로 떠나기 전이나 병원에서 뇌졸중을 앓았다. 그는 28일 후 신우신염(신장 감염)으로 64세의 나이로 사망했다. 사망진단서에는 그의 사망 원인이 "요독증;감염과 농양으로 인한 신장 기능 부전"이라고 기록돼 있다.
자산이 조사되고 있는 동안 리드스칼닌의 개인 소지품에서 US$3,500 (equivalent to $34,897 in 2022) 이 발견됐다. 리드스칼닌은 여행을 하며 다양한 주제(자기 흐름 포함)에 관한 책자를 판매하고 미국 1번 국도 건설을 위해 10 에이커 (4.0 ha)  규모의 부동산 일부를 매각해 수익을 올렸다. 리드스칼닌의 유언장은 없어서 코랄 캐슬은 미국에서 가장 가까운 친척인 미시간 출신의 조카, 해리에게 갔다.
코랄 캐슬의 웹사이트에는 조카의 건강이 좋지 않아 1953년에 일리노이주 가족에게 성을 팔았다고 나와 있다. 그러나 이 이야기는 일리노이주 시카고 에서 은퇴한 보석상인 줄리어스 레빈의 전 코랄 캐슬 소유주의 부고 기사와는 다르다. 부고 기사에 따르면 레빈이 1952년에 플로리다 주에서 토지를 구입했으며 그 땅에 성이 있다는 사실조차 알지 못했을 거라고 적혀 있다.
새로운 소유주는 이것을 관광 명소로 바꾸고 락게이트의 이름을 락 게이트 공원으로, 나중에는 코랄 캐슬로 변경했다.
1981년 1월 레빈은 성을 코랄 캐슬에 US$175,000 (equivalent to $498,161 in 2022)로 매각했다. 회사는 현재 소유권을 유지하고 있다.
1984년에 이 건물은 국립 사적지 로 등재됐다.  "락 게이트"이라는 이름으로 등재됐지만, 2011년에 '코랄 캐슬'로 이름이 변경됐다.
"Adm. 10c Drop Below(10c 드롭 아래)"라고 적힌 건물 바로 안쪽에 있는 표지판은 코랄 캐슬의 오리지널이 아니다. 리드스칼닌은 부주의하게 관목을 짓밟는 방문객들에게 "공짜 쇼"를 하는 것에 지친 나머지 표지판을 만들어 플로다 시티에 있는 자신의 이전 장소 앞에 설치했다. 이 표지판은 에드 플레이스의 소유주가 기증했으며 이후 몇 년 동안 여기에 배치됐다.

## 특징

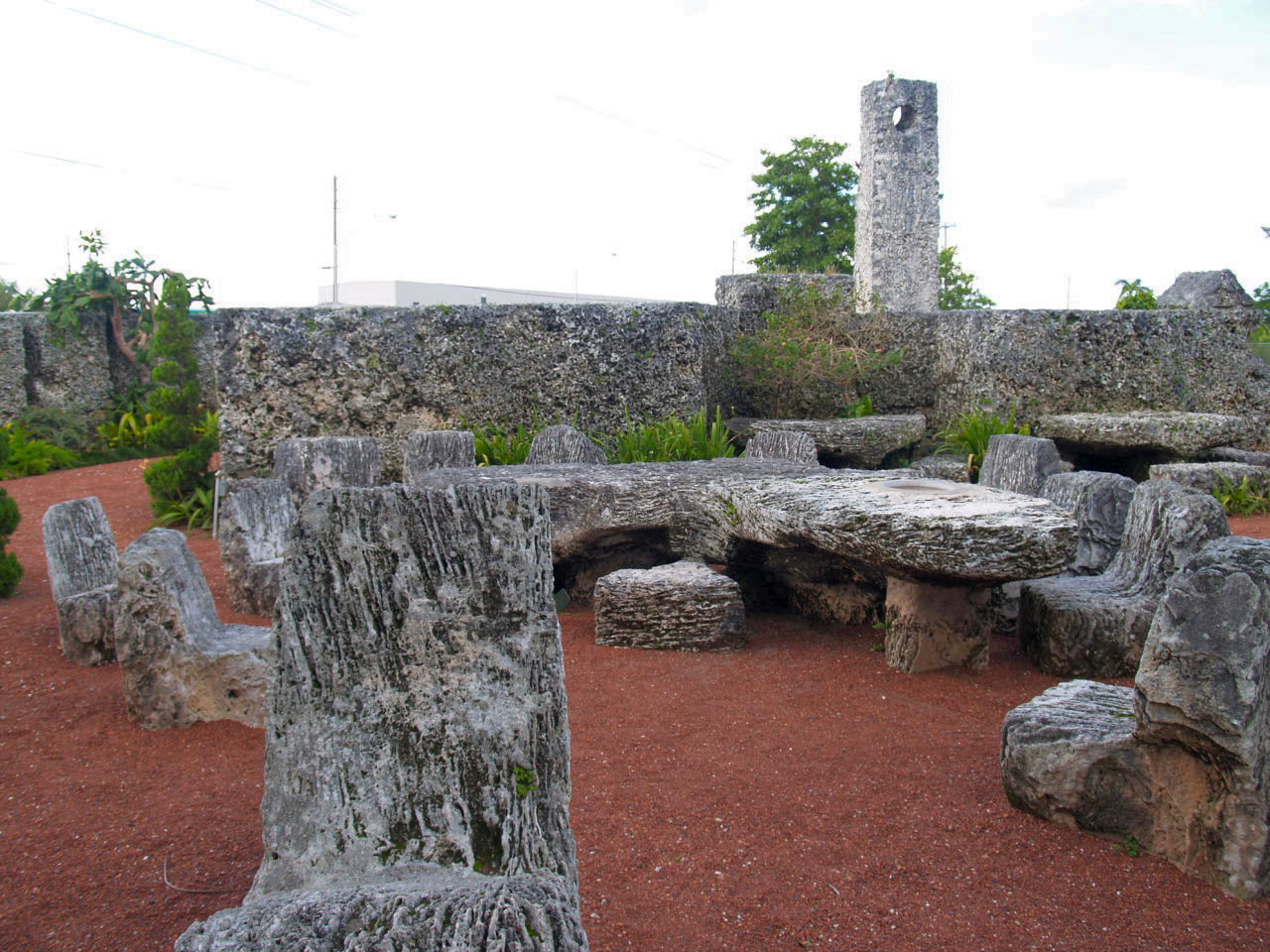
코랄캐슬 내부에서 바라본 전경

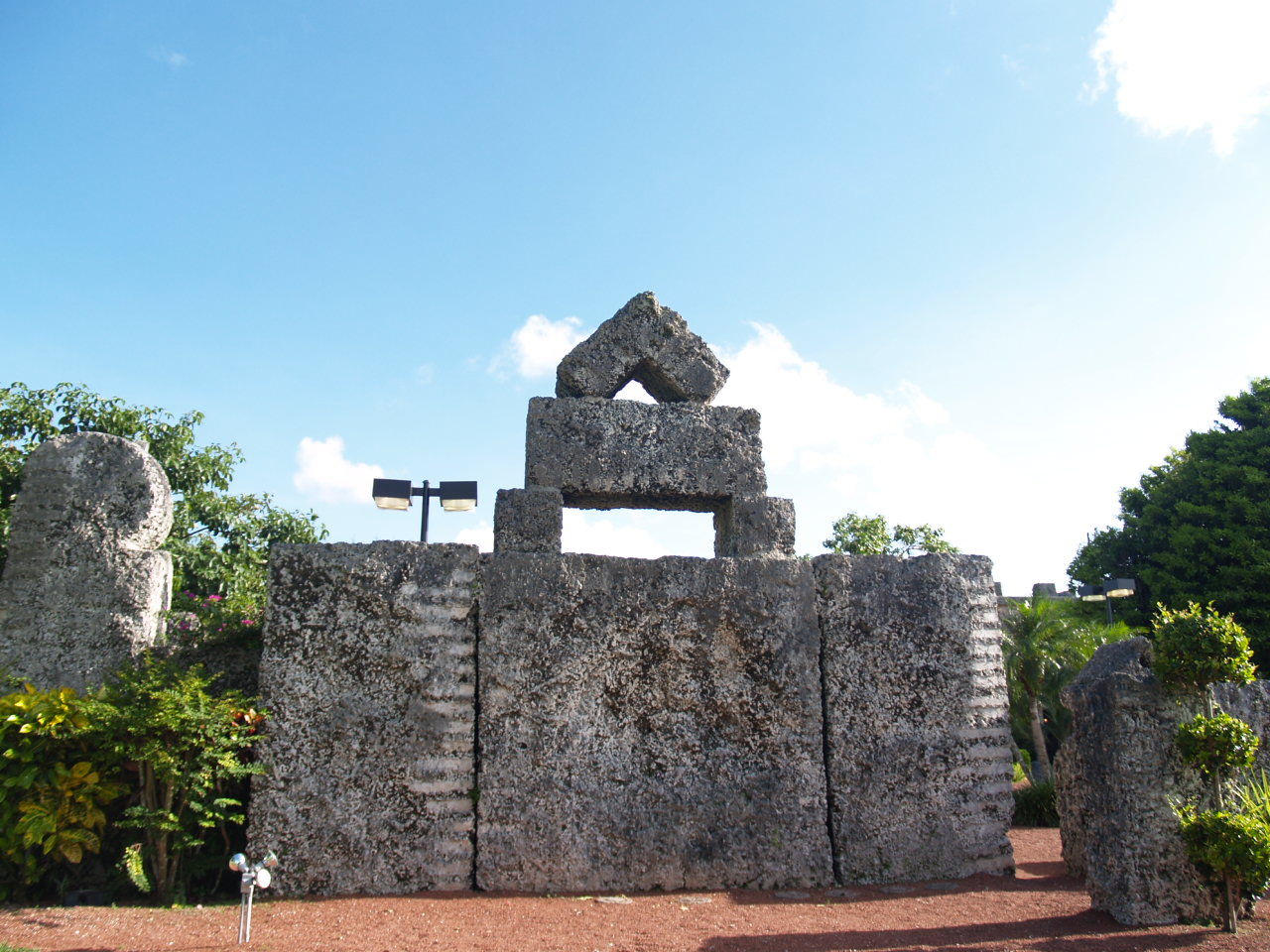
30톤 스톤

코랄 캐슬의 부지는 1,100 쇼트톤 (1,000 t))으로 구성되어 있다.  벽, 조각, 가구 및 천수각 형태의 돌. 일반적으로 산호로 만들어졌다고 잘못 생각하지만 실제로는 우라이트 석회암으로도 알려진 우라이트로 만들어졌다. 우라이트는 화석 껍질과 산호의 국부적 농도를 포함할 수 있는 동심원 층을 이룬 탄산염의 작은 구형 알갱이로 구성된 퇴적암이다. 우라이트는 팜비치 카운티에서 플로리다키스에 이르는 플로리다 남동부 전역에서 발견된다. 우라이트는 가끔 코랄 캐슬 유적지처럼 몇 인치의 표토 아래에서만 발견된다.
돌은 모르타르없이 함께 고정된다. 돌의 무게로 서로를 고정하기 위해 무게를 사용해 위에 올려놓는다. 장인의 세심한 손길이 느껴지는 디테일이 돋보이며, 돌들은 이음새 사이로 빛이 통과하지 않을 정도로 정밀하게 연결되어 있다. 둘레 벽을 구성하는 8 피트 (2.4 m) 높이의 수직 돌은 높이가 균일하다. 수십 년의 세월이 흘렀음에도 돌은 움직이지 않았다.
특징 및 조각 중에는 리드스칼닌의 거처로 사용되었던 2층 성 탑(8피트 높이의 돌 조각으로 이루어진 벽), 정확한 해시계, 극지 망원경, 오벨리스크, 바베큐, 우물, 분수, 천체의 별&행성, 수많은 가구 등이 있다. 가구는 하트 모양의 테이블, 플로리다 모양의 테이블, 25개의 흔들의자, 초승달을 닮은 의자, 욕조, 침대, 왕좌 등 다양하게 있다.
몇몇 경우를 제외하고, 모든 물체 무게의 평균은 15 쇼트톤 (14 t)에 달하는 단일된 돌 조각으로 제작됐다. 가장 큰 돌의 무게는 30 쇼트톤 (27 t)이며, 가장 높은 돌의 높이는 25 피트 (7.6 m)로 2개의 기둥이다.
9 쇼트톤 (8.2 t) 무게의 회전식 8피트 높이의 성문은 텔레비전 프로그램 'In Search of...'와 'That's Incredible!'에도 소개된 성의 유명한 구조물이다. 이 문은 성벽의 1/4인치 이내에 맞도록 조각돼 있다. 어린이가 손가락으로 밀어서 열 수 있도록 균형이 잘 잡혀 있다. 완벽하게 균형잡힌 축과 쉽게 회전하는 문에 대한 신비는 1986년 작동이 멈출 때까지 몇 십 년 동안 지속됐다. 이를 제거하기 위해 6명의 인부와 50 쇼트톤 (45 t) 크레인이 사용됐다. 문이 제거된 후 인부들은 리드스칼닌이 어떻게 중심에 두고 균형을 잡았는지 알아냈다. 리드스칼닌은 위에서부터 아래로 구멍을 뚫고 금속 샤프트를 삽입했다. 바위는 오래된 트럭 베어링에 놓여 있었다. 이 베어링이 녹슬면서 게이트가 회전하지 않는 문제가 발생한 것이다. 새 베어링과 샤프트로 완성된 성문은 1986년 7월 23일에 제자리에 다시 설치됐다. 하지만 2005년에 다시 고장이 나서 재수리를 했다. 그럼에도 예전처럼 쉽게 해전하지는 않았다.
코랄 캐슬은 여전히 인기 있는 관광 명소다. 책, 잡지, TV 프로그램에서는 리드스칼닌이 어떻게 코랄 캐슬을 건설하고 수 톤에 달하는 돌을 옮길 수 있었는지에 대해 추측하고 있다. 아무도 리드스칼닌이 일하는 것을 본 적이 없으며 그가 돌을 공중에 띄웠다는 주장은 거부됐다. 오발 어윌은 그가 돌을 채석하고 벽의 일부를 세우는 것을 목격한 것으로 알려졌으며 그의 책인 Mr. Ca n't Is Dead 에서 그 방법을 설명했다. 네미스 필름 컬렉션은 1944년 그가 일하는 모습을 담은 단편 영화, 다큐멘터리를 제작했다. 코랄 캐슬의 웹 사이트에는 "누군가 에드에게 산호 블록을 어떻게 옮겼는지 질문한다면 에드는 무게와 지렛대의 법칙을 잘 이해하고 있다고 대답할 뿐이었다."고 적혀 있다. 그는 또한 기자의 대 피라미드를 언급하며, "피라미드의 비밀을 발견했다"고 말하기로 했다.